# 弒婚遊戲2
《弒婚遊戲2》（英語：Ready or Not: Here I Come）是一部即將上映的美國黑色喜劇恐怖片，2019年電影《弒婚遊戲》的續集，由馬特·貝蒂內利-奧爾平和泰勒·吉列特共同執導，蓋·布西克和R·克里斯多福·墨菲（R. Christopher Murphy）共同編劇，薩瑪拉·威明、凱瑟琳·紐頓、莎拉·蜜雪兒·吉蘭、蕭恩·哈特西、內斯特·卡博內爾、凱文·杜蘭、大衛·柯能堡以及伊利亞·伍德主演。

## 演員
- 薩瑪拉·威明飾演葛蕾絲（Grace）：李多馬家族的前媳婦。
- 凱瑟琳·紐頓
- 莎拉·蜜雪兒·吉蘭
- 蕭恩·哈特西
- 內斯特·卡博內爾
- 凱文·杜蘭
- 大衛·柯能堡
- 伊利亞·伍德

## 製作
2024年10月12日，在舉行2019年電影《弒婚遊戲》的特別放映會期間，探照燈影業正式宣布正在與電波靜默製片公司共同開發續集。薩瑪拉·威明將會回歸飾演前作的角色。前作的編劇蓋·布西克和R·克里斯多福·墨菲（R. Christopher Murphy）以及製作團隊亦將會回歸。2025年3月，凱瑟琳·紐頓參與演出。4月，莎拉·蜜雪兒·吉蘭、蕭恩·哈特西、內斯特·卡博內爾、凱文·杜蘭、大衛·柯能堡以及伊利亞·伍德參與演出，並公布正式片名為。

### 拍攝
電影於2025年4月21日在多倫多展開主要攝影。

## 外部連結
- 互联网电影数据库（IMDb）上《弒婚遊戲2》的资料（英文）